# Carl Sjögren (politiker)
Carl Vilhelm Peter Sjögren, född 26 november 1869 i Hallingsberg, död 28 juli 1947 i Motala, var en svensk socialdemokratisk riksdagspolitiker. Sjögren var ledamot av riksdagens andra kammare från 1914 i valkretsen Östergötlands län.